# George Hearn (attore)
George Hearn (Saint Louis, 18 giugno 1934) è un attore e baritono statunitense, noto soprattutto come interprete di musical a Broadway.

## Biografia
Nato a Saint Louis, Missouri, Hearn studiò filosofia alla Southwestern University di Memphis, prima di imbarcare la carriera teatrale con l'incoraggiamento dall'amica ed insegnante di teatro Irene Dailey.
È stato sposato cinque volte: con Mary Herrell dal 1957 al 1962, con Susan Babel nel 1965, Dixie Carter dal 1977 al 1979, Betsy Joslyn dal 1979 al 1984 e con Leslie Simmons dal 1985. Ha avuto tre figli.

## Carriera
Il suo debutto teatrale è avvenuto nel 1963 nel secondo tour statunitense del musical Camelot, in cui interpretava Sir Dinadan ed era il primo sostituto per i ruoli di Merlino e Artù. Tre anni più tardi debuttò a Broadway con il musical A Time for Singing con Shani Wallis. Nel 1969 tornò sulle scene newyorchesi con Horseman, Pass By, nell'Off Broadway, mentre l'anno dopo sostituì Paul Hect nel ruolo di John Dickinson nel musical 1776 a Broadway, un ruolo che interpretò anche nella tournée americana dello show. Nel 1975 è Orazio accanto all'Amleto di Sam Waterston a Broadway, mentre nel 1977 era nuovamente in tournée, con il musical Wonderful Town, in cui interpretava Bob Baker accanto a Lauren Bacall. Nel 1979 è nuovamente a Broadway con I Remember Mama con Liv Ullmann, mentre l'anno successivo rimpiazza Len Cariou nel ruolo dell'omonimo protagonista di Sweeney Todd: The Demon Barbar of Fleet Street, all'Uris Theatre di Broadway. Al termine delle repliche a Broadway, George Hearn tornò ad interpretare Sweeney Todd nel tour statunitense con Angela Lansbury; una tappa del tour fu ripresa e trasmessa in televisione, facendo vincere a Hearn il Premio Emmy per la sua performance.
Dopo il successo di Sweeney Todd, George Hearn tornò a Broadway nel 1982 con A Doll's Life, adattamento musicale di Casa di bambola; in esso interpretava Tovald accanto alla moglie Betsy Joslyn, già sua collega nel tour di Sweeney Todd. Nel 1983 ottenne un altro, grande successo con il musical La Cage aux Folles di Jerry Herman e Harvey Fierstein: interpretava Albin, un ruolo in cui cantava più famosa canzone del musical, I Am What I Am, e che gli valse il Tony Award al miglior attore protagonista in un musical. Due anni dopo, nel 1995, interpretò Ben Stone in una versione concertistica del musical Follies in scena al Lincoln Center con Lee Remick e Barbara Cook, oltre a cantare in Kismet alla New York City Opera.
Nel 1986 tornò ad interpretare Albin nella prima londinese de La cage aux Folles, per cui fu candidato al Laurence Olivier Award al miglior attore in un musical. Nel 1989 tornò a Broadway in Meet Me in St. Louis e nel 1992 interpretò nuovamente Sweeney Todd nel musical, in scena alla Paper Mill Playhouse del New Jersey con Judy Kaye. Nel 1993 recitò nel ruolo di Max von Mayerling nella prima americana del musical Sunset Boulevard in scena a Los Angeles con Glenn Close nel ruolo di Norma Desmond. L'anno successivo la produzione fu trasferita a New York e per la sua interpretazione Hearn vinse il suo secondo Tony Award, al miglior attore non protagonista in un musical. Nel 1999 è ancora a Broadway con Putting It Together, una rivista di canzoni di Stephen Sondheim, in cui recitava accanto a Carol Burnett, Ruthie Henshall e John Barrowman; l'interpretazione gli valse una nuova candidatura al Tony Award.
Nel 2000 recita in una produzione concertistica del musical Premio Pulitzer South Pacific, per la regia di Jerry Zaks; accanto a lui nel cast anche Karen Ziemba, Bill Murray e Brent Barrett. Nello stesso interpreta nuovamente Sweeney Todd, in una produzione semiscenica del musical con la New York Philharmonic, Patti LuPone e Neil Patrick Harris. L'anno successivo è ancora Sweeney Todd con Patti LuPone a San Francisco e a Chicago. Nel 2002 condivide ancora il palco con Patti LuPone in A Little Night Music a Ravinia. Nel 2004 torna a Broadway, rimpiazzando Joel Grey nel ruolo del Mago di Oz in Wicked. Nel 2008 è Anton Schell accanto alla Claire Zachanassian di Chita Rivera, nel musical The Visit in scena ad Arlington. Nel 2009 è nuovamente a Ravinia, dove interpreta Artù nel musical Camelot, mentre nel 2010 è a New York con Fanny al City Center! Encores e ancora a Ravinia con Patti LuPone in Annie Get Your Gun. Nel 2012 torna a Broadway per l'ultima volta con il musical Scandalous, con Carolee Carmello.

## Filmografia parziale

### Cinema
- Ci penseremo domani (See You in the Morning), regia di Alan J. Pakula (1989)
- I signori della truffa (Sneakers), regia di Phil Alden Robinson (1992)
- The Vanishing - Scomparsa (The Vanishing), regia di George Sluizer (1993)
- L'ombra del diavolo (The Devil's Own), regia di Alan J. Pakula (1997)
- Flags of Our Fathers, regia di Clint Eastwood (2006)

### Televisione
- Sweeney Todd, the Demon Barber of Fleet Street - film TV (1982)
- I ragazzi della prateria (The Young Riders) - serie TV, 1 episodio (1990)
- Cuori senza età (The Golden Girls) - serie TV, 1 episodio (1991)
- Star Trek: The Next Generation - serie TV, episodio 4x15 (1991)
- La signora in giallo (Murder, She Wrote) - serie TV, episodio 7x01 (1992)
- La fine dell'inverno - film TV (1999)

### Doppiaggio
- Pagemaster - L'avventura meravigliosa (The Pagemaster), regia di Pixote Hunt, Maurice Hunt e Joe Johnston (1994)
- Le nuove avventure di Charlie (All Dogs Go to Heaven 2), regia di Larry Leker e Paul Sabella (1996)

## Teatrografia
- Camelot, tour statunitense (1963)
- A Time for Singing, Broadway Theatre di Broadway (1969)
- Horseman, Pass By, Fortune Theatre di New York (1969)
- 1776, Majestic Theatre di Broadway (1970)
- 1776, tour statunitense (1970)
- The Changing Room, Morosco Theatre di Broadway (1973)
- Amleto, Lincoln Center di Broadway (1975)
- An Almost Perfect Person, Belasco Theatre di Broadway (1977)
- Wonderful Town, tour statunitense (1977)
- I Remember Mama, Majestic Theatre di Broadway (1979)
- Sweeney Todd, Uris Theatre di Broadway (1980)
- Anyone Can Whistle, Berkshire Theatre Festival (1980)
- Watch on the Rhine, John Golden Theatre di Broadway (1980)
- Sweeney Todd, tour statunitense (1981-1982)
- A Doll's House, Mark Helleger Theatre di Broadway (1982)
- Whodunnit, Biltmore Theatre di Broadway (1982)
- A Stephen Sondheim Evening, Sotheby Parke Bernet di New York (1983)
- La Cage aux Folles, Palace Theatre di Broadway (1983)
- Follies, Lincoln Center di New York (1985)
- Kismet, New York City Opera di New York (1985)
- Pieces of Eight, Citadel Theatre Edmonton, Alberta (1985)
- La Cage aux Folles, London Palladium di Londra (1986-1987)
- Ah, Wilderness! Neil Simon Theatre di Broadway (1988)
- The Chosen, Second Avenue Theatre di New York (1988)
- Mack and Mabel, Theatre Royal Drury Lane di Londra (1988)
- Ghetto, Circle in the Square Theatre (1989)
- Meet Me in St. Louis, Gershwin Theatre di Broadway (1989)
- Sweeney Todd, Paper Mill Playhouse (1992)
- Sunset Boulevard, Shubert Theatre di Los Angeles (1993)
- Sunset Boulevard, Minskoff Theatre di Broadway (1994)
- Il diario di Anna Frank, Music Box Theatre di Broadway (1997)
- Putting It Together, Ethel Barrymore Theatre di Broadway (1999-2000)
- Sweeney Todd, New York Philharmonic di New York (2000)
- South Pacific, Lincoln Center di New York (2000)
- Sweeney Todd, Davies Hall di San Francisco (2001)
- Sweeney Todd, Ravinia Festival di Ravinia (2001)
- A Little Night Music, Ravinia Festival di Ravinia (2002)
- Wicked, Gershwin Theatre di Broadway (2004)
- The Visit, Signature Theatre di Arlington (2008)
- Camelot, Ravinia Festival di Ravinia (2009)
- Fanny, City Center Encores! di New York (2010)
- Annie Get Your Gun, Ravinia Theatre di Ravinia (2010)
- Dracula, Little Shubert Theatre di New York (2010-2011)
- Scandalous: The Life and Trials of Aimee Semple McPherson, Neil Simon Theatre di Broadway (2012)

## Riconoscimenti
- Tony Awards
  - 1980 – Candidatura Miglior attore non protagonista in un'opera teatrale per Watch on the Rino
  - 1983 – Candidatura Miglior attore non protagonista in un musical per A Doll's House
  - 1984 – Miglior attore non protagonista in un musical per La Cage aux Folles
  - 1995 – Miglior attore non protagonista in un musical per Sunset Boulevard
  - 2000 – Candidatura Miglior attore non protagonista in un musical per Putting It Together
- Premio Emmy
  - 1985 – Miglior performance in uno speciale di varietà o musicale per Sweeney Todd
- Laurence Olivier Award
  - 1986 – Candidatura Miglior attore in un musical per La Cage aux Folles
- Drama Desk Award
  - 1984 – Miglior attore protagonista in un musical per La Cage aux Folles
  - 1995 – Candidatura Miglior attore non protagonista in un musical per Sunset Boulevard
- Outer Critics Circle Award
  - 1984 – Miglior attore in un musical per La Cage aux Folles

## Doppiatori italiani
In Italia è stato doppiato da:
- Michele Kalamera ne La fine dell'inverno
- Sandro Iovino ne L'ombra del diavolo
- Michele Gammino ne Pagemaster - L'avventura meravigliosa , Le nuove avventure di Charlie, Star Trek: The Next Generation
- Romano Malaspina in The Vanishing - Scomparsa
- Franco Zucca ne La signora in giallo